# Pont romain sur l'Albarregas
Pour les articles homonymes, voir Pont romain de Mérida (homonymie).
Le pont romain sur l'Albarregas est un ouvrage civil bâti sous l'Empire romain à la fin du Ier siècle av. J.-C. dans la ville de Augusta Emerita, actuelle Mérida (l'Espagne). Il traverse la rivière Albarregas, affluent du Guadiana. Il est déclaré Bien d'Intérêt Culturel depuis 1912 et figure au Patrimoine de l'Humanité de l'Unesco depuis 1993 au titre de l'Ensemble archéologique de Mérida,.

## Histoire et description
Ce pont a été bâti à la même époque que l'autre pont romain de la ville, celui qui traverse le Guadiana, à la fin du Ier siècle av. J.-C. durant le règne de l'empereur Auguste. Il marquait la sortie de la ville par le nord, où il faut nécessairement traverser la rivière Albarregas. Il se trouvait dans la prolongation du cardo maximus de la ville romaine, l'une des deux rues principales. A ce point commençait l'importante chaussée ab Emerita Asturicam, aussi appelée Voie de l'Argent, qui se prolongeait jusqu'à Astorga, ainsi qu'une autre voie qu'en direction de l'ouest qui rejoignait Olissipo, actuelle Lisbonne. Il est parallèle à l'Aqueduc des Miracles très proche.
La structure, de grande solidité et en parfait état de conservation, est formée par quatre arcs plein cintres bâtis avec piliers de béton orné de blocs de granite taillées en bossage, typiques de l'architecture de la Rome Antique. Il mesure 125 mètres de long, 7,9 m de large et a une hauteur moyenne de 6,5 m. Les quatre arcs plein cintres sont chacun de dimensions un peu différentes. Sur les piliers les tympans sont des massifs. Il manquent les seuils présents sur l'autre pont de la ville. Bien que la robuste structure du pont soit suffisante pour supporter le faible débit habituel de la rivière, certaines fortes crues ponctuelles ont rendu nécessaire l'ouverture de deux petites vannes sous forme de seuil au niveau de l'extrémité qui rejoint la ville. Le parement il est formé par des pierres de taille en granite en bossage, disposées en lignes régulières et qui coïncidents avec l'ordre des voussoirs des arcs.

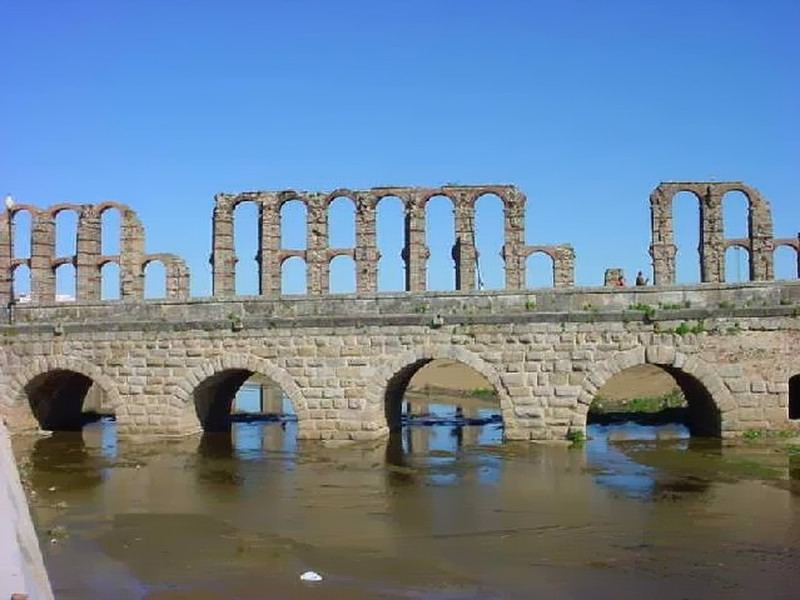
Le pont romain, devant l'aqueduc des Miracles.

Le parapet et la corniche sur la partie supérieure, ainsi que la ligne supérieure de pierres ont été ajoutés au XIXe siècle pour adapter l'ancienne voie romaine à la route nationale. Ces petites réparations n'ont pas affecté de façon substantielle à l'ouvrage romain originel, qui est conservé dans sa presque totalité. Sa structure et sa couverture présentent une évidente ressemblance avec le pont sur le Guadiana, ce qui porte à croire que ce pont sur le Albarregas date aussi de l'époque d'Auguste. Il a été déclaré Bien d'Intérêt Culturel en 1912 et depuis 1993 son usage est exclusivement piéton,.